# 馮鏡泉
馮鏡泉（?—?），廣東省廣州府順德縣人，清朝政治人物、同進士出身。
光緒十八年（1892年），参加光緒壬辰科殿試，登進士三甲19名。同年五月，著交吏部掣签分发各省，以知县即用，授湖南興寧縣知縣，未赴任。